# Denkmale für den Bayerischen König Max I. Joseph
Dies ist eine Liste der Denkmale für den Bayerischen König Max I. Joseph. Maximilian I. Joseph regierte von 1799 bis 1805 als Kurfürst von Bayern und von 1806 bis 1825 als erster König von Bayern.
Ihm zu Ehren wurden Denkmäler errichtet:
| Ort                       | Art des Denkmals, ggf. Beschreibung | Standort               | Künstler                     | projektiert / enthüllt  | Anmerkungen |
| ------------------------- | --- | ---------------------- | ---------------------------- | ----------------------- | ----------- |
| Amberg                    | Sockel mit Büste König Max I. Joseph | Maxplatz               |                              | 1825                    | Link        |
| Bamberg                   | Maximiliansbrunnen | Maximiliansplatz       | Ferdinand von Miller         | 1880 / 1888             | Foto        |
| Freising                  | „Verfassungsdenkmal“ – Denkmal zum 25jährigen Regierungsjubiläum des ersten bayerischen Königs, mit Doppelreliefmedaillon des Königspaares und dem Hochrelief eines liegenden Löwen | Nähe Fürstendamm       | Josef Kirchmayr              | 1824                    | Foto        |
| Heining                   | Inschrift am Löwendenkmal | Steilhang an der Donau | Christian Jorhan d. J.       | 1823                    |             |
| München                   | König Maximilian I. Joseph-Sitzbild | Max-Joseph-Platz       | Christian Daniel Rauch       | 1821 / 13. Oktober 1835 | Link        |
| Neumarkt in der Oberpfalz | Sockel mit Büste König Max I. Joseph | Weißenfeldplatz        |                              |                         | Foto        |
| Passau                    | König Maximilian I. Joseph-Denkmal | Domplatz               | Christian Jorhan der Jüngere | 12. Oktober 1828        | Foto        |
| Rottach-Egern             | Max Joseph-Büste | Seeanlage              |                              |                         | Foto        |
| Tegernsee                 | Max Joseph-Büste | Kurpark                | Ferdinand von Miller         |                         | Foto        |
| Zweibrücken               | Sandsteinsockel mit Max I. Joseph-Büste | Schlosspark            |                              |                         | Foto        |